# Stefan Kindermann
Stefan Kindermann (ur. 28 grudnia 1959 w Wiedniu) – austriacki szachista i trener szachowy, arcymistrz od 1988, reprezentant Niemiec do 2004 roku.

## Kariera szachowa
W latach 80. i 90. należał do podstawowych zawodników reprezentacji Niemiec. Pomiędzy 1982 a 1994 sześciokrotnie reprezentował barwy tego kraju na szachowych olimpiadach (w tym raz na I szachownicy), raz (1985) w drużynowych mistrzostwach świata oraz dwukrotnie (1983, 1989) w drużynowych mistrzostwach Europy, zdobywając wraz z zespołem w roku 1989 w Hajfie brązowe medale. Wielokrotnie startował w finałach indywidualnych mistrzostw Niemiec, największy sukces odnosząc w roku 1996 w Dudweiler, gdzie zdobył srebrny medal. W 1997 uczestniczył w Groningen w pierwszych mistrzostwach świata systemem pucharowym, w I rundzie pokonując Aleksieja Jermolinskiego, a w II przegrywając z Gilberto Milosem. W 2008 wystąpił w barwach Austrii na olimpiadzie, a w 2009 – na drużynowych mistrzostwach Europy.
Odniósł wiele turniejowych sukcesów zwyciężając bądź dzieląc I miejsca m.in. w Bad Aibling (1983), Dubaju (1985), Dortmundzie (1985), Biel/Bienne (1986, turniej B), Starym Smokovcu (1987), Bad Wörishofen (1989), Münsterze (1993), Baden-Baden (1993), Gausdal (1994), Wiedniu (1994), Ptuju (1995, turniej strefowy) oraz Wiedniu (2003).
Najwyższy ranking w karierze osiągnął 1 stycznia 1995, z wynikiem 2585 punktów dzielił wówczas 77-88. miejsce na światowej liście FIDE, jednocześnie zajmując 5. miejsce wśród niemieckich szachistów.

## Wybrane publikacje
- Französisch Winawer (2001), ISBN 3-935748-00-0
- Leningrader System (2002), ISBN 3-935748-03-5
- Spanisch Abtauschvariante (2005), ISBN 3-283-00469-2
- Schach! (2006), ISBN 3-89660-366-3